# Ungaria la Concursul Muzical Eurovision 2009
Ungaria a participat la Eurovision Song Contest 2009. Operatorul de televiziune din Ungaria, Magyar Televízió (MTV), a confirmat participarea lor în noiembrie 2008.